# Tegenpaus Johannes VIII
Johannes VIII was tegenpaus gedurende een korte periode in 844.
Onder paus Gregorius IV was Johannes aartsdiaken in Rome. Toen Gregorius IV in 844 overleed, riepen de burgers van Rome hem uit tot nieuwe paus. De Romeinse adel was het hier echter niet mee eens en koos voor Sergius, die zelf uit een adellijk geslacht stamde. Sergius wist spoedig een einde te maken aan Johannes' pretenties en zette hem gevangen in een klooster. Meteen daarna werd Sergius tot paus gewijd.
Cursief: tegenpaus